# Barebone
Il termine barebone (dall'inglese bare bone, letteralmente osso nudo), in informatica, viene utilizzato per indicare un computer, spesso di dimensioni ridotte, composto da alcuni componenti fondamentali preassemblati.
Il concetto  barebone si sta affermando anche per quanto riguarda il formato rack, in genere proponendo case 1U o 2U forniti di scheda madre, alimentatore e processore.

## Caratteristiche
La caratteristica di tale tipologia di computer è l'adozione di componenti hardware monomarca, in alcuni casi non standard (data la loro dimensione ridotta) e quindi non sostituibili con i normali componenti presenti sul mercato. In alcuni casi le interfacce necessitano di periferiche particolari o adattatori.
Essi sono generalmente composti da un case, un alimentatore, una motherboard e alcuni connettori di input/output. Raramente sono forniti un hard disk, la memoria RAM e la CPU che vengono di solito lasciati a discrezione dell'acquirente permettendo di risparmiare su eventuale hardware sovradimensionato.

Le schede madri integrate hanno però lo svantaggio di limitare spesso le possibilità di upgrade futuri date le dimensioni ristrette, i formati proprietari e il numero di slot ridotto.

## Produttori
In commercio si trovano moltissimi tipi di Barebone, legati generalmente ai produttori di schede madri o di processori, con un numero di componenti variabile in base al costo finale e alle dimensioni.

I principali produttori sono:
- ASUS
- Biostar
- Clevo
- Gigabyte Technology
- Micro-Star International (MSI)
- Zotac